# Иван Пасков
Иван Пасков (роден на 4 януари 1973 г.), наричан по прякор Прасковата, е бивш български футболист, чиято кариера продължава 18 години между 1992 г. и 2010 г. Има 288 мача и 52 гола в А група. Шампион на България с Локомотив (Пловдив) през сезон 2003/04. Играл е също така за Славия (София), Дунав (Русе), Академик (София), ЦСКА (София), Спартак (Варна), Велбъжд (Кюстендил), гръцкия Кастория и Локомотив (София).
Пасков е универсален футболист, който по време на кариерата си играе на почти всички постове. В ранните си години е използван като нападател, а впоследствие е преквалифициран в по-задни позиции. Най-често действа като централен защитник и дефанзивен халф.

## Биография
Пасков израства в школата на Славия (София). Привлечен е в първия състав на клуба през пролетта на 1992 г. от тогавашния наставник Стоян Коцев. Дебютира официално в А група на 17 май 1992 г. при гостуване на Локомотив (Горна Оряховица), което завършва 1:1. Влиза като резерва през второто полувреме и малко по-късно бележи гола за Славия. Остава в клуба до есента на 1995 г. Записва общо 37 мача с 8 гола в първенството. Изиграва последният си мач за Славия в 1-вия кръг от сезон 1995/96 при загуба с 0:1 от Добруджа, след което преминава във втородивизионния Дунав (Русе). За русенци записва 27 мача с 4 гола. През лятото на 1996 г. облича екипа на друг отбор от Б група, Академик (София), където остава общо сезон и половина.
През януари 1998 г. Пасков е привлечен от гранда ЦСКА (София). Дебютира за „армейците“ на 21 март 1998 г. при победа с 4:1 като гост срещу Локомотив (Пловдив), заменяйки през второто полувреме Петър Жабов. До края на сезона изиграва 10 мача в А група и един за купата без да отбележи гол. През лятото на 1998 г. е преотстъпен в Спартак (Варна), където през сезон 1998/99 изиграва 24 мача с 6 гола. Върнат е в ЦСКА и изиграва нови 10 мача в първенството през есента на 1999 г., два мача в Купата на УЕФА и един за Купата на България.
В началото на 2000 г. Пасков напуска „армейците“ и подписва договор със Спартак (Варна). На 9 юни 2000 г., в последния кръг от сезон 1999/2000, бележи хеттрик за „соколите“ при победа с 5:3 срещу Велбъжд. Малко след това е привлечен в състава на кюстендилци. С тях е бронзов медалист в А група и достига до финал за Купата на България през сезон 2000/01, който обаче е загубен с 0:1 от Литекс.
През юни 2001 г. Пасков преминава в Локомотив (Пловдив), с когото печели титлата на България през сезон 2003/04. Остава в клуба четири сезона, в които изиграва общо 114 официални срещи и бележи 22 гола – 95 мача с 18 гола в А група, 16 мача с 3 гола за купата и 2 мача в квалификационните кръгове на Шампионската лига. На 31 юли 2004 г. бележи в последната минута победния гол в двубоя за Суперкупата на България срещу Литекс, който Локомотив печели с 1:0.
През лятото на 2005 г. Пасков преминава във втородивизионния гръцки Кастория, където остава няколко месеца. В началото на 2006 г. се завръща в България и подписва договор с Локомотив (София). За столичани записва общо 78 мача с 10 гола в А група, както и 4 мача с 1 гол в Купата на УЕФА. С отбора печели бронзовите медали в първенството в два поредни сезона – 2006/07 и 2007/08. Прекратява кариерата си на 37-годишна възраст през лятото на 2010 г.

## Успехи
Локомотив (Пд)
- А група:
  -  Шампион: 2003/04

- Суперкупа на България:
  -  Носител: 2004